# استان‌های جمهوری خلق چین

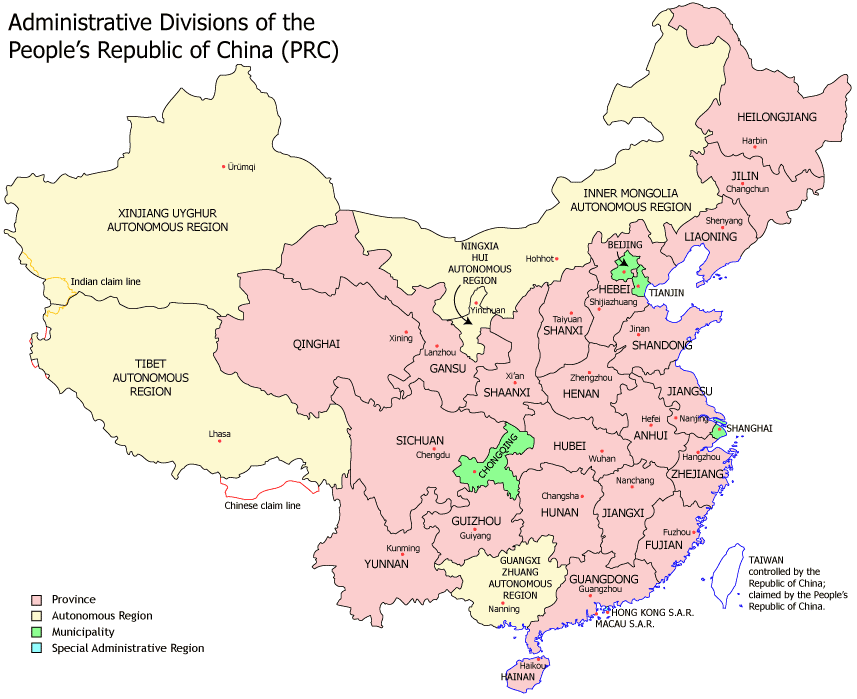

کشور جمهوری خلق چین از ۲۲ استان و ۵ منطقهٔ خودمختار تشکیل شده‌است. علاوه بر آن چین، مدعی مالکیت تایوان به عنوان یکی از استانهای خود است.
فهرست استانهای چین:
| # (map) | استان        | مرکز       | مساحت km2 | جمعیت (۲۰۱۰) | تراکم جمعیت |
| ------- | ------------ | ---------- | --------- | ------------ | ----------- |
|         | آن‌هوی        | هفئی       | ۱۳۹٬۴۰۰   | ۵۹٬۵۰۰٬۵۱۰   | ۴۲۶٫۸       |
|         | جیانگ‌سو      | نانجینگ    | ۱۰۲٬۶۰۰   | ۷۸٬۶۵۹٬۹۰۳   | ۷۶۶٫۷       |
|         | جیانگشی      | نانچانگ    | ۱۶۶٬۹۰۰   | ۴۴٬۵۶۷٬۴۷۵   | ۲۶۷         |
|         | جی‌لین        | چانگچون    | ۱۸۷٬۴۰۰   | ۲۷٬۴۶۲٬۲۹۷   | ۱۴۶٫۵       |
|         | چینگهای      | شی نینگ    | ۷۲۱٬۰۰۰   | ۵٬۶۲۶٬۷۲۲    | ۷٫۸         |
|         | چجیانگ       | هانگژو     | ۱۰۱٬۸۰۰   | ۵۴٬۴۲۶٬۸۹۱   | ۵۳۴٫۶       |
|         | سی‌چوان       | چنگدو      | ۴۸۵٬۰۰۰   | ۸۰٬۴۱۸٬۲۰۰   | ۱۶۵٫۸       |
|         | شنشی         | شی‌آن       | ۲۰۵٬۸۰۰   | ۳۷٬۳۲۷٬۳۷۸   | ۱۸۱٫۴       |
|         | شانشی        | تائی‌یوان   | ۱۵۶٬۸۰۰   | ۳۵٬۷۱۲٬۱۱۱   | ۲۲۷٫۸       |
|         | شاندونگ      | جینان      | ۱۵۷٬۱۶۸   | ۹۵٬۷۹۳٬۰۶۵   | ۶۰۹٫۵       |
|         | فوجیان       | فوژو       | ۱۲۱٬۴۰۰   | ۳۶٬۸۹۴٬۲۱۶   | ۳۰۳٫۹       |
|         | گانسو        | لانژو      | ۴۵۴٬۰۰۰   | ۲۵٬۵۷۵٬۲۵۴   | ۵۶٫۳        |
|         | گوی‌ژوو       | گوئیانگ    | ۱۷۶٬۱۰۰   | ۳۴٬۷۴۶٬۴۶۸   | ۱۹۷٫۳       |
|         | گوانگ‌دونگ    | گوانگ‌ژو    | ۱۷۷٬۹۰۰   | ۱۰۴٬۳۰۳٬۱۳۲  | ۵۸۶٫۳       |
|         | لیاونینگ     | شن‌یانگ     | ۱۴۵٬۹۰۰   | ۴۳٬۷۴۶٬۳۲۳   | ۲۹۹٫۸       |
|         | هاینان       | هائیکو     | ۳۳٬۹۲۰    | ۸٬۶۷۱٬۵۱۸    | ۲۵۵٫۶       |
|         | هه‌نان        | ژنگ‌ژوو     | ۱۶۷٬۰۰۰   | ۱۰۴٬۸۹۰٬۰۰۰  | ۶۲۸٫۱       |
|         | هئی‌لونگ‌جیانگ | هاربین     | ۴۶۰٬۰۰۰   | ۳۸٬۳۱۲٬۲۲۴   | ۸۳٫۳        |
|         | هه‌بئی        | شیجیاژوانگ | ۱۸۷٬۷۰۰   | ۷۱٬۸۵۴٬۲۰۲   | ۳۸۲٫۸       |
|         | هوبئی        | ووهان      | ۱۸۵٬۹۰۰   | ۵۷٬۲۳۷٬۷۴۰   | ۳۰۷٫۹       |
|         | هونان        | چانگشا     | ۲۱۱٫۸۰۰   | ۶۶٬۹۸۰٬۰۰۰   | ۳۱۶         |
|         | یون‌نان       | کون‌مینگ    | ۳۹۴٬۱۰۰   | ۴۵٬۹۶۶٬۲۳۹   | ۱۱۶٫۶       |

## مناطق خودمختار
| # (map) | منطقه خودمختار | مرکز    | مساحت km2 | جمعیت (۲۰۱۰) | تراکم جمعیت |
| ------- | -------------- | ------- | --------- | ------------ | ----------- |
|         | گوانگشی        | نان‌نینگ | ۲۳۶٬۷۰۰   | ۴۶٬۰۲۶٬۶۲۹   | ۱۹۴٫۵       |
|         | مغولستان داخلی | هوه‌هوت  | ۱٬۱۸۳٬۰۰۰ | ۲۴٬۷۰۶٬۳۲۱   | ۲۰٫۹        |
|         | تبت            | لهاسا   | ۱٬۲۲۸٬۴۰۰ | ۳٬۰۰۲٬۱۶۶    | ۲٫۲         |
|         | سین‌کیانگ       | اورومچی | ۱٬۶۶۰٬۰۰۱ | ۲۱٬۸۱۳٬۳۳۴   | ۱۳٫۱        |
|         | نینگچیا        | یینچوان | ۶۶٬۰۰۰    | ۶٬۳۰۱٬۳۵۰    | ۸۹٫۱        |

## شهرهای در سطح استان
| # (map) | فرمانداری | مساحت km2 | جمعیت (۲۰۱۰) | تراکم جمعیت |
| ------- | --------- | --------- | ------------ | ----------- |
|         | پکن       | ۱۶٬۸۰۱٫۲۵ | ۱۹٬۶۱۲٬۳۶۸   | ۱٬۱۶۷٫۳     |
|         | چونگ‌کینگ  | ۸۲٬۴۰۱    | ۲۸٬۸۴۶٬۱۷۰   | ۳۵۰٫۱       |
|         | شانگهای   | ۶٬۳۴۰٫۵   | ۲۳٬۰۱۹٬۱۴۸   | ۳٬۶۳۰٫۵     |
|         | تیانجین   | ۱۱٬۷۶۰    | ۱۲٬۹۳۸٬۲۲۴   | ۱۱۰۰        |

## مناطق اداری ویژه
| # (map) | منطقه اداری ویژه | مساحت km2 | جمعیت (۲۰۱۰) | تراکم جمعیت |
| ------- | ---------------- | --------- | ------------ | ----------- |
|         | هنگ کنگ          | ۱٬۱۰۴     | ۷٬۰۶۱٬۲۰۰    | ۶٬۳۹۶       |
|         | ماکائو           | ۲۹٫۲      | ۵۲۴٬۴۰۰      | ۱۷٬۳۱۰      |